# Thế kỷ 3
Thế kỷ 3 là khoảng thời gian tính từ thời điểm năm 201 đến hết năm 300, nghĩa là bằng 100 năm, trong lịch Gregory.

## Sự kiện
- Năm 220: Đại Hán diệt vong, mở đầu cho thời Tam Quốc chiến loạn liên miên.
- Năm 220 - 280: Thời kì Tam Quốc ở Trung Quốc.
- Năm 280: Tư Mã Viêm tiêu diệt Đông Ngô, thống nhất thiên hạ, kết thúc thời kì Tam Quốc tranh hùng suốt gần một thế kỷ.